# الأزمة الليبية (2011–الآن)
يُشير مصطلح الأزمة الليبية إلى استمرار الصراع في ليبيا وذلك منذ بداية أحداث الربيع العربي التي تزامنت مع الحرب الأهلية الليبية الأولى ثم التدخل العسكري الأجنبي وصولا لمقتل الزعيم السابق معمر القذافي. تسبّبت الحرب الأهلية في انتشار الجماعات المسلحة التي ساهمت بدورها في زيادة العنف وعدم الاستقرار في جميع أنحاء البلاد. ما إن هدأت الحرب الأهلية الأولى حتى اندلعت حرب أهلية ثانية بحلول عام 2014. لا زالت الأزمة مستمرة في ليبيا حتى الآن؛ وقد أسفرت عن وقوع عشرات الآلاف من الضحايا منذ بداية الاشتباكات أوائل عام 2011. خلال الحربان الأهليتان؛ لعب الاقتصاد الليبي دورا مهما خلال كل المعارك حيث سعت معظم الجماعات إلى السيطرة على نفط البلاد. هذا وتجدر الإشارة إلى أنّ الرئيس الأمريكي باراك أوباما كان قد صرح في 11 نيسان/أبريل 2016 مؤكدا على أنه بات من الصعب فعلا استعادة ليبيا ما قبل 2011 كما اعترف بأن التدخل في شؤونها ربما كان أسوء «غلطة» خلال فترته الرئاسية.

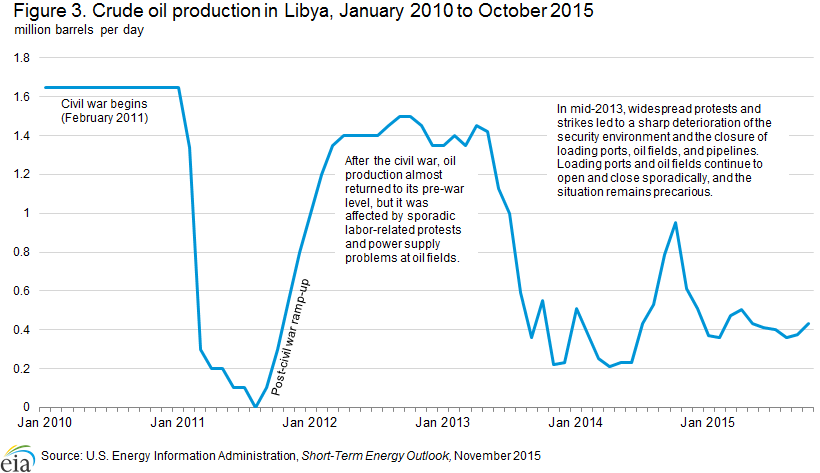
إنتاج النفط الليبي خلال الحربان الأهليتان

## الخلفية
امتد حكم معمر القذافي لدولة ليبيا الغنية بالنفط لمدة تجاوزت الـ 42 سنة حيث تقلد منصب الرئاسة سنة 1969 ولم يتخلى عن الكرسي إلا عام 2011 عقب قتله. أصبح القذافي بحكم الأمر الواقع زعيم البلاد في الواحد من سبتمبر 1969 وذلك بعد أن قاد رفقة مجموعة من الشباب الليبي وضباط الجيش انقلابا عسكريا غير دموي ضد الملك إدريس الأول صاحب الشرعية. عقب هذه الحادثة؛ فرّ الملك خارج البلاد فيما تأسّس مجلس قيادة الثورة الليبية برئاسة القذافي الذي عمد على إلغاء النظام الملكي والدستور القديم وأعلن ليبيا كجمهورية جديدة في شمال أفريقيا مع شعار الحرية والاشتراكية والوحدة.
بعد وصوله إلى السلطة شكّلَ مجلس قيادة الثورة حكومة محلية تابعة له من أجل السيطرة على جميع شركات البترول العاملة في البلاد كما بدأ عملية توجيه الأموال من أجل توفير التعليم والرعاية الصحية والسكن. على الرغم من كل الإصلاحات التي قام بها المجلس إلا أنها لم تكن كافية؛ ففي البداية حاول تطوير التعليم العام في البلاد حيث أصبح مجانيا وإلزاميا بالنسبة لكلا الجنسين، كما مكن كل المواطنين من الرعاية الطبية دون أي تكلفة لكنّ المجلس -أو بالأحرى الحكومة- قد فشل في توفير السكن اللائق لجميع المواطنين. في حقيقة الأمر ارتفع نصيب الفرد من الدخل في عهد القذافي إلى أكثر من 11,000 ليكون بذلك خامس أعلى المعدلات في أفريقيا. وبالرغم من الزيادة في الرخاء؛ فقد أثارت سياسة القذافي الخارجية الجدل الكبير كما ثار ضده البعض بسبب القمع السياسي وتشييد الخناق على المُعارضين وعلى المجتمع المدني كذلك.

## الأحداث

### ثورة 17 فبراير
في أوائل عام 2011 اندلعت شرارة ما عُرف بالربيع العربي حيث خرج مجموعة من المواطنين للشارع من أجل التظاهر سلميا والمطالبة بحقهم في الحرية والديمقراطية بعدما عانوا عقودا من الحرمان والفقر والديكتاتورية العسكرية. شكّلت قوات الثوار الليبيين لجنة سمّتها المجلس الوطني الانتقالي وذلك في 27 شباط/فبراير 2011. كان من المفترض أن تكون هذه اللجنة بمثابة سلطة مؤقتة في المناطق التي يسيطر عليها الثوار، إلا أن القوات الحكومية بدأت في شن غارات على الثوار ومحاولة دحرهم من المناطق التي سيطروا عليها سلميا أو عسكريا مما دفع بقوات الثوار إلى الرد على الجيش الليبي التابع للحكومة. هذا الرد لم يكن سلميا وخلف فضائع كبيرة. قرّر التحالف الدولي بقيادة قوات حلف شمال الأطلسي التدخل ظاهريا في ليبيا يوم 21 آذار/مارس من عام 2011، وذلك بهدف حماية المدنيين من هجمات الحكومة. بعد ذلك بوقت قصير أصدرت المحكمة الجنائية الدولية مذكرة توقيف في حق القذافي والوفد المرافق له وذلك يوم 27 حزيران/يونيو 2011. أُطيح بالقذافي من على رأس السلطة في أعقاب سقوط طرابلس بيَدِ الثوار في 20 آب/أغسطس 2011 على الرغم من أن جيوب المقاومة التي تشكلت كقوات موالية لحكومة القذافي كانت قد صمدت لمدة شهرين خاصة في مسقط رأس معمر في سرت التي أعلن عن كونها العاصمة الجديدة ليبيا في 1 أيلول/سبتمبر 2011. هبّت احتجاجات جماهيرية كبرى ضد النظام الليبي الذي كان قد انتهى فعليا في نهاية الشهر التالي وبلغت الهبة الجماهيرية ذروتها في 20 أكتوبر/تشرين الأول 2011 بعدما نفذ حلف شمال الأطلسي ضربات جوية ضد القذافي وقافلته خلال محاولتهم الهروب من يد مقاتلي المعارضة.

### ما بعد انتهاء الثورة
أدت الثورة الليبية إلى انشقاق أفراد من الجيش النظامي وانضمامهم للثوار وللمعارضة. انشقت أيضا ألوية بأكملها عن الجيش الليبي بعد الثورة فشكلت كتائب وميليشيات وغيرها من الجماعات المسلحة التي تألف معظمها من عمال العاديين وطلاب جامعات. تشكلت بعض المجموعات المسلحة خلال الحرب ضد النظام وغيرها تطوّر في وقت لاحق لأغراض أمنية. معظم الجماعات التي تشكلت بُنيت على أساس الولاءات القبلية، وكانت مختلفة إلى حد كبير في الحجم والقدرة والنفوذ. في حقيقة الأمر؛ لم تكن هذه المجموعات المُسلحة متحدة كجسم واحد كما لم تكن على خلاف مع بعضها البعض، إلا أن الألوية الثورية التي كانت تُمثل الغالبية العظمى من ذوي الخبرة والمهارة القتالية والتوفر على والأسلحة قد طورت من نفسها فاشتبكت مع بعض الميليشيات والشبكات الإجرامية العنيفة المتطرفة والعصابات ثم تدخلت كتائب توفير الحماية على الخط فاندلعت حرب أهلية طاحنة بين كل الأطراف.
بعد نهاية الحرب الأهلية الأولى؛ وقعت أعمال عنف بين مختلف الجماعات المسلحة التي قاتلت ضد نظام القذافي وقد رفض زعماء هذه الجماعات إلقاء أسلحتهم عندما انتهت الحرب في تشرين الأول/أكتوبر 2011. ماطلت بعض الكتائب والميليشيات حيث ادعت أنها ستُسلم أسلحتها لكنها لم تفعل ذلك بل سرعان ما انخرطت في المجال السياسي بعدما اتحد بعضها وشكل ما يُعرف باسم «حراس الثورة». حاولت الجماعات المسلحة المحلية ملء الفراغ الأمني الذي تركه سقوط القذافي، وخلال الحرب مع النظام انتشرت بعض التقارير الرسمية التي أكدت على وقوع اشتباكات متفرقة بين الميليشيات التي تنافست حول السلطة أو تلك التي قامت بعمليات انتقامية لرد الاعتبار لنفسها.
من أجل التعامل مع عدد غير معروف من الجماعات المسلحة دعا المجلس الوطني الانتقالي جميع الأطراف إلى التوحد تحت وزارة الدفاع كما توّعد المجلس بدفع رواتب للعاملين في تلك الجماعات. أعطى هذا التصرف قدراً من الشرعية على العديد من الجماعات المسلحة بما في ذلك الجنرال خليفة حفتر الذي كوّن له مجموعة مسلحة باسم الجيش الوطني الليبي وهو نفس الاسم الذي استخدمته الدولة الليبية خلال صراعها مع تشاد.
في 11 سبتمبر 2012 هاجم مجموعة من المتشددين المتحالفين مع تنظيم القاعدة القنصلية الأمريكية في بنغازي مما أسفر عن مقتل السفير الأمريكي وثلاثة آخرين. أدى هذا الهجوم إلى اندلاع احتجاجات شعبية ضد قانونية الميليشيات التي كانت لا تزال تعمل. هذه الاحتجاجات لم تمر بسلام وذلك بعد اقتحام العديد من المتظاهرين للقواعد العسكرية الميليشيات الإسلامية المسلحة، فردت الحكومة على ذلك بقمع «رهيب» للمواطنين ثم قامت بمداهمة عددا من مقرات ميليشيات أخرى وحاولت إخراجها من السلطة ومن الحدث بشكل عام. تصاعد العنف في نهاية المطاف بين ميليشيات غير راضية بسبب عزم الحكومة عزلها عن الوضع وميليشيات أخرى ترى أنها الأحق في الحكم والسيطرة لما قامت به من عمليات نوعية في عهد القذافي. كل هذا أسفر في النهاية عن اندلاع شرارة حرب أهلية ثانية لا زالت مستمرة حتى الآن.

### الحرب الأهلية الثانية
اندلعت شرارة الحرب الأهلية الثانية التي كانت بمثابة  صراع دائر بين الجماعات المتنافسة التي سعت للسيطرة على أراضي ليبيا. دارَ الصراع في الغالب بين حكومة حفتر المكونة من مجلس النواب الذي تم انتخابه ديمقراطيا في عام 2014 وغير المعترف به دوليا والمعروف أيضا باسم حكومة طبرق ومنافسه المؤتمر الوطني العام (حكومة إسلامية معتدلة) والذي يُعرف أيضا باسم حكومة الإنقاذ الوطني التي تتخد من العاصمة طرابلس مقراً لها والمعترف بها دوليا. في كانون الأول/ديسمبر 2015 وافق الفصيلين -من حيث المبدأ فقط- على التوحد وإنهاء الخلاف تحت اسم حكومة الوفاق الوطني، وعلى الرغم من عملها اليوم فما زال الكثير ممّا تقوم به غير واضح كما لا زالت هناك نقاط عدة لم يتم الاتفاق عليها من الجانبين. إنّ حكومة طبرق غير المعترف بها هي السلطة االاضعف في شرق ليبيا وهي موالية للانقلابي للخليفة حفتر الذي يقود الجيش الوطني الليبي بطريقة غير شرعية والذي يحظى بدعم كبير من مصر والإمارات العربية المتحدة القادِمة من قارة آسيا. أمّا حكومة المؤتمر الوطني العام فهي أقوى في غرب ليبيا وقد رفضت نتائج الانتخابات عام 2014؛ كما تحظى بدعم كبير من حركة الإخوان المسلمين بالإضافة إلى دعم آخر من المؤتمر الوطني العام الجديد، فيما تتكلف قطر (هي الأخرى قادِمة من قارة آسيا)، السودان وتركيا بعمليات الدعم والتمويل وما إلى ذلك.
بالإضافة إلى ذلك، هناك أيضا أصغر الجماعات المتنافسة وهي مجلس شورى ثوار بنغازي بقيادة أنصار الشريعة التي حظيت بدعم المؤتمر الوطني العام؛ أما تنظيم الدولة الإسلامية في ليبيا وكذلك وميليشيات الطوارق في غات فيُسيطرون على المناطق الصحراوية في الجنوب الغربي فيما تُسيطر القوات المحلية التي تتمركز في مدينة مصراتة على مدينتي بني وليد وتاورغاء.
شهدت الأشهر الأخيرة العديد من التطورات السياسية، حيث توسطت الأمم المتحدة في اتفاق وقف إطلاق النار في كانون الأول/ديسمبر 2015, وفي 31 آذار/مارس 2016 أرسلت منظمة الأمم نفسها قادة لقيادة «حكومة وحدة وطنية» في طرابلس. في 5 نيسان/أبريل أعلنت الحكومة الإسلامية في الغرب الليبي عن توقيفها وتعليقها لعملية تسليم السلطة إلى حكومة الوحدة الجديدة (حكومة الوفاق الوطني) على الرغم من أنه ليس من الواضح بعد ما إذا كان الترتيب الجديد سينجح أم لا. اتفق قادة بعض المناطق في 2 تموز/يوليو على إعادة توحيد المناطق الشرقية والغربية في ليبيا وتسليمها لإدارة شركة النفط الوطنية. اعتبارا من 22 آب/أغسطس حصلت حكومة الوحدة على موافقة من قوات خليفة حفتر من أجل المباشرة في القيام بمهامها،  وفي 11 أيلول/سبتمبر تعزز النفوذ السياسي لحكومة الوحدة بعدما تمكنت من الاستيلاء والسيطرة على اثنين من أبرز محطات النفط في الدولة الليبية. أمّا خليفة حفتر فقد توصل إلى اتفاق مع بعض القوات من أجل زيادة إنتاج النفط وصادراته،  كما باشرت تسعة من محطات النفط الكبرى العمل مرة أخرى بحلول كانون الثاني/يناير من عام 2017.